# 픽셀 4a
픽셀 4a와 픽셀 4a (5G)는 구글이 설계, 개발, 판매하는 안드로이드 스마트폰이다. 픽셀 4 XL과 픽셀 4 XL의 중간 범위 변형 역할을 한다. 픽셀 4a는 2020년 8월 3일 보도 자료를 통해 발표되었으며 픽셀 4a(5G)는 2020년 9월 30일 런치 나이트 인 행사에서 발표되었다.

## 사양

### 디자인 및 하드웨어

왼쪽 상단과 중앙 상단에 각각 카메라 모듈과 지문 센서가 표시된 픽셀 4a 뒷면 도식이다.

픽셀 4a와 4a (5G)는 픽셀 4와 유사하지만 폴리카보네이트 유니바디 구조와 화면을 위한 고릴라 글래스 3을 가지고 있다. 두 장치 모두 '저스트 블랙'에서 사용할 수 있다. '클리어리 화이트'는 픽셀 4a (5G) 전용이며, 출시 시 밀리미터파(mmWave)를 지원하는 버라이즌에서만 사용할 수 있다. 픽셀 4a를 위한 한정판 'Barely Blue' 색상은 나중에 구글 스토어에 추가되었다. 후면에는 카메라 렌즈 아래 중앙에 정전용량 방식의 지문 센서가 내장되어 있다. 둘 다 스테레오 스피커가 있으며, 하나는 하단 가장자리에 있고 다른 하나는 이어폰으로 이중으로 되어 있으며, 3.5mm 헤드폰 잭이 있다. USB-C 포트는 다른 부속품을 충전하고 연결하는 데 사용된다.
픽셀 4a는 퀄컴 스냅드래곤 730G 시스템 온 칩/아드레노 618 GPU로 구동되며 픽셀 4a(5G)는 퀄컴 스냅드래곤 765G 시스템 온 칩/아드레노 620 GPU로 구동된다. 무선 충전, 내수성, 액티브 엣지, 픽셀 뉴럴 코어(PNC)가 결여되어 있으며, 모두 픽셀 4에 표준으로 탑재되어 있다. 배터리 용량은 픽셀 4a의 경우 3140mAh, 픽셀 4a (5G)의 경우 3885mAh이며, 최대 18W(USB 전원 배달, in-box 어댑터 사용)의 고속 충전이 지원된다.
픽셀 4a와 픽셀 4a (5G)는 각각 5.8인치와 6.2인치 크기의 HDR 지원을 가진 1080p OLED 디스플레이를 특징으로 한다. 디스플레이는 슬림한 균일 베젤과 전면 카메라를 위한 왼쪽 상단 모서리에 원형 컷아웃이 있으며 가로 세로 비율은 19.5:9이다.
픽셀 4a와 픽셀 4a (5G)는 카메라를 수용하는 상승된 사각형 모듈을 가지고 있다. 픽셀 4a는 단일 후면 카메라를 가지고 있으며, 픽셀 4에서 발견되는 것과 동일한 1,220만 화소 센서를 가지고 있다. 전면 카메라에는 800만 화소 센서가 달려 있다. 픽셀 4a는 30fps로 제한되며 픽셀 4a (5G)는 60fps를 지원한다. 구글 카메라 7.4는 라이브 HDR+와 듀얼 노출 제어, 개선된 천체 사진 촬영 모드, 개선된 초상화 모드를 포함한 소프트웨어 개선 기능을 가지고 있다. 구글은 또한 "고품질"의 무제한 클라우드 사진 저장소를 제공한다.

### 소프트웨어
픽셀 4a는 안드로이드 10과 구글 카메라 앱의 버전 7.4를 탑재했고 픽셀 4a (5G)는 안드로이드 11과 구글 카메라 앱의 버전 8.0을 탑재했다. 두 제품 모두 3년간 주요 OS 업그레이드를 받고 2023년까지 지원이 연장되며 통화 화면과 개인 안전 앱 등의 기능을 갖출 것으로 예상된다.

## 반응
픽셀 4a는 일반적으로 긍정적인 평가를 받았으며 많은 리뷰어들이 카메라 품질과 전반적인 가격 가치를 칭찬했다. 씨넷의 린 라(Lynn La)는 픽셀4가 같은 가격대의 휴대폰 중 사진 화질이 가장 좋다는 평가를 받아 8.4/10의 점수를 줬다. 더 버지의 디터 본은 뛰어난 카메라와 허용 가능한 배터리 수명에 대해 찬사를 보냈지만, 평범한 비디오 녹화 성능과 무선 충전 및 방수 기능의 부족에 대해서는 비판했다. 뉴욕타임스의 브라이언 첸은 픽셀 4a와 2세대 아이폰 SE를 비교하면서 픽셀이 뛰어난 저조도 사진을 가지고 있고 디스플레이와 배터리 수명이 더 낫지만 아이폰은 더 나은 성능을 보였다고 언급했다. 가디언의 새뮤얼 깁스는 이 전화기가 픽셀 3a XL과 아이폰 SE보다 부드럽게 작동했고 배터리 수명이 더 좋았다고 말했다.

## 문제점

### 해결된 문제
- 일부 픽셀 4a(5G) 사용자는 터치스크린 문제를 보고했다. 구글은 2월 보안 업데이트에서 이 문제를 해결했다.[19]